# Kongregační církve
Kongregační církve (také kongregacionální církve, kongregacionalisté) jsou protestantské církve reformované provenience složené z kongregací neboli sborů, z nichž každý samostatně a autonomně řídí své vlastní záležitosti. Název pochází z latinského congregāre – shromáždit (odvozeného od slov con – společně, a grex – stádo, houf). Kongregační církve tvoří nepatrnou část celosvětové protestantské populace. Přesto jejich zvyklosti zdůrazňující svobodu církve od vnější moci a rovnost všech lidí ovlivnily významnou část protestantismu i politickou a veřejnou kulturu.

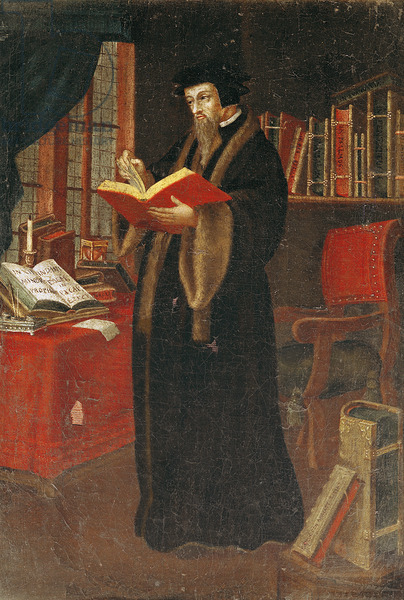
Portrét Jana Kalvína, církevního reformátora

## Dějiny a současnost
Označení Kongregační církve - Congregational churches - se používá zejména ve Spojených státech a Velké Británii. Jejich historii je možno sledovat až po nespokojené protestanty, puritány, separatisty, nezávislé kongregace, anglické náboženské skupiny vznikající během anglické občanské války a další anglické disidenty nespokojené s mírou, do jaké byla reformována anglikánská církev.
Kongregacionalistická tradice je živá ve Spojených státech, Velké Británii, Irsku, Kanadě, Jižní Africe, Austrálii, Novém Zélandu a různých ostrovních státech v tichomořské oblasti. Řada evangelických sborů církve je členem Světového společenství evangelických sborů.
Ve Spojeném království mnoho církví odvozuje svůj původ od teorií anglického náboženského separatisty Roberta Browna, které publikoval v roce 1582. Myšlenky nekonformních protestantů během puritánské reformace anglické církve položily základ těchto církví. V Anglii byly rané kongregacionalisté církve nazývány Separatists (Separatisté) nebo Independents (Nezávislí), aby se odlišily od podobných kalvinistických presbyteriánů, jejichž církve jsou založené na vládě starších členů komunity. Kongregacionalisté se také lišili od reformovaných církví pomocí správy biskupské církve, která je obvykle vedena biskupem.
Kongregacionalismus ve Spojených státech sahá až k puritánům v Nové Anglii, kteří napsali Cambridge Platform z roku 1648, aby popsali autonomii církve a její spojení s ostatními. Ve Spojených státech byl model sborových církví nesen migrujícími osadníky z Nové Anglie do New Yorku, poté na severozápad a dále. S jejich naléháním na nezávislé místní orgány se staly tyto komunity důležitými v mnoha hnutích sociálních reforem, včetně abolicionismu, střídmosti a volebního práva žen. Moderní kongregacionalismus ve Spojených státech je do značné míry rozdělen do tří orgánů: United Church of Christ (Sjednocená církev Kristova), National Association of Congregational Christian Churches (Národní sdružení kongregačních křesťanských církví) a Conservative Congregational Christian Conference (Konservativní kongregační křesťanská konference), která je nejvíce teologicky konzervativní.

## Kongregacionalisté v českých zemích
Američtí kongregační misionáři působili také v českých zemích. V druhé polovině 19. století z jejich působení vznikla Svobodná církev reformovaná, dnes Církev bratrská.